# Communauté de communes Lanvollon Plouha
Die Communauté de communes Lanvollon Plouha ist ein ehemaliger französischer Gemeindeverband mit der Rechtsform einer Communauté de communes im Département Côtes-d’Armor in der Region Bretagne. Der Gemeindeverband wurde am 24. Dezember 1992 gegründet und bestand aus 15 Gemeinden. Der Verwaltungssitz befand sich im Ort Lanvollon.

## Historische Entwicklung
Mit Wirkung vom 1. Januar 2017 fusionierte der Gemeindeverband mit der Le Leff Communauté und bildete damit die Nachfolgeorganisation Leff Armor Communauté.

## Ehemalige Mitgliedsgemeinden
1. Le Faouët
2. Gommenec’h
3. Goudelin
4. Lannebert
5. Lanvollon
6. Le Merzer
7. Pléguien
8. Plouha
9. Pludual
10. Pommerit-le-Vicomte
11. Saint-Gilles-les-Bois
12. Tréguidel
13. Tréméven
14. Tressignaux
15. Trévérec